# شارع دي بود (كيبك)

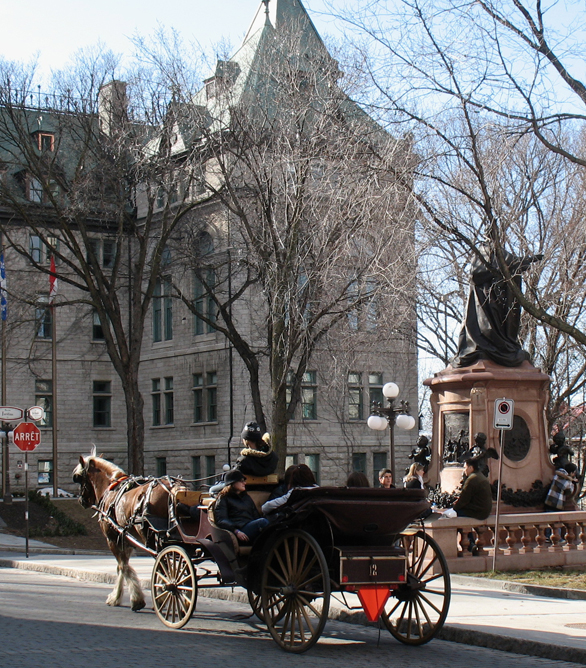
شارع دي بود

شارع دي بود (بالفرنسية: Rue De Buade) هو شارع تاريخي في مدينة كيبك. سمي الشارع كذلك تيمنا بلويس دي بود في 1673. يقع الشارع في الحي اللاتيني بكيبك بين دار البلدية بكيبك و كاتيدرائية نوتر دام دي كيبك.
في القرن 18 نوتردام دي روكفرانس تنضمالى درب القديمة حيث يقع الشارع الحالي. عالمالاثار رينيه ليفيسك أجرى بحوثا في الشوارع من أجل العثور على قبر شمبلين الغامض.
قبل 2000 ،كان اسم المكان rue Buade .